# Cogswell
Cogswell è un centro abitato (city) degli Stati Uniti d'America, situato nella Contea di Sargent, nello Stato del Dakota del Nord. Nel censimento del 2000 la popolazione era di 165 abitanti. La città è stata fondata nel 1890.

## Geografia fisica
Secondo i rilevamenti dell'United States Census Bureau, la località di Cogswell si estende su una superficie di 0,90 km², tutti occupati da terre.

## Popolazione
Secondo il censimento del 2000, a Cogswell vivevano 165 persone, ed erano presenti 49 gruppi familiari. La densità di popolazione era di 192 ab./km². Nel territorio comunale si trovavano 81 unità edificate. Per quanto riguarda la composizione etnica degli abitanti, il 99,39% era bianco e lo 0,61% apparteneva a due o più razze. La popolazione di ogni razza ispanica corrispondeva all'1,82% degli abitanti.
Per quanto riguarda la suddivisione della popolazione in fasce d'età, il 26,1% era al di sotto dei 18, il 6,7% fra i 18 e i 24, il 29,1% fra i 25 e i 44, il 23,0% fra i 45 e i 64, mentre infine il 15,2% era al di sopra dei 65 anni di età. L'età media della popolazione era di 39 anni. Per ogni 100 donne residenti vivevano 103,7 maschi.